# Pierken de Stadsgek

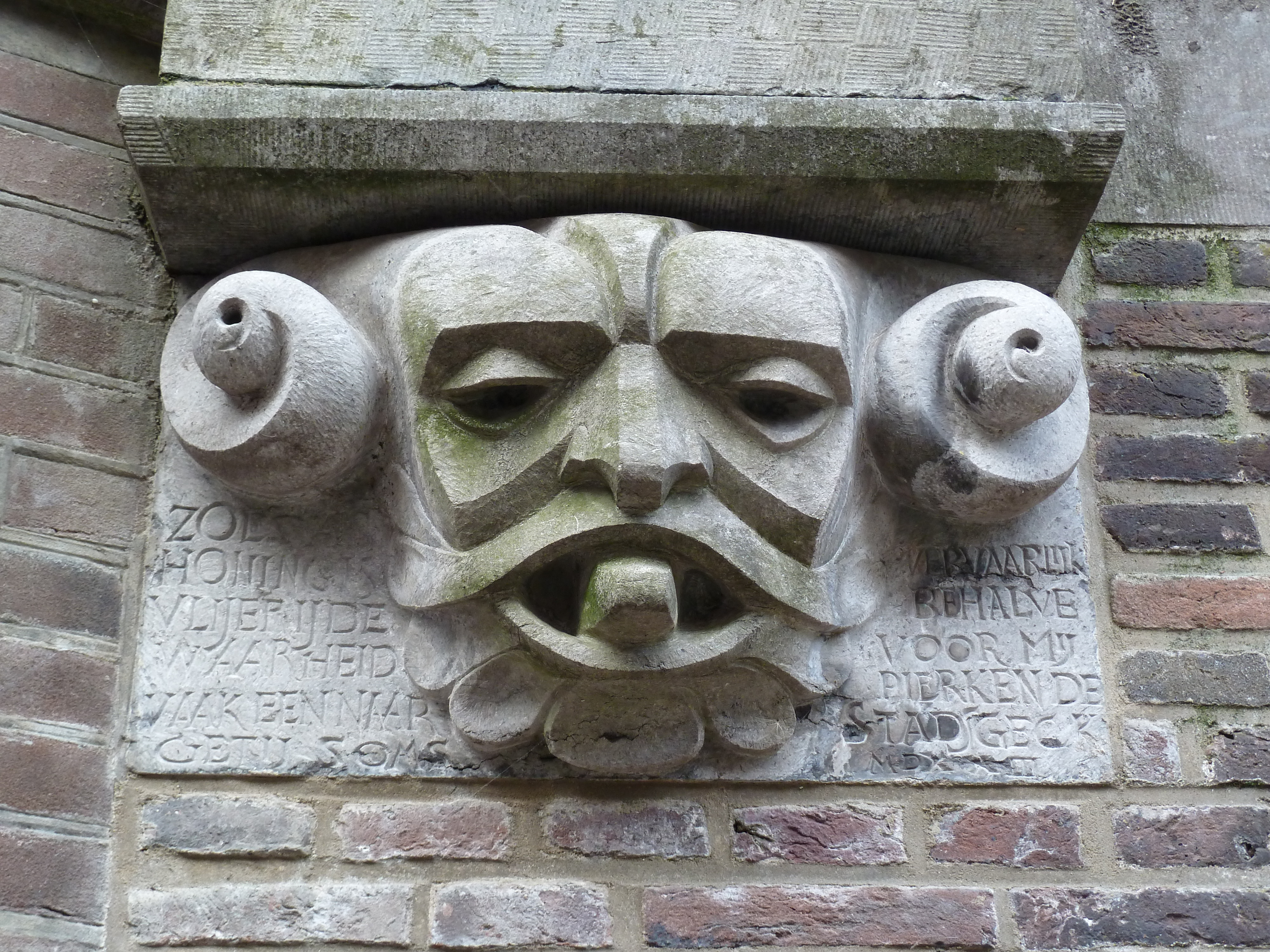
Pierken de Stadsgek uitgebeeld door Jeanot Bürgi.

Pierken de Stadsgek was een persoon die rond 1523 enkele jaren in dienst was bij de stad Utrecht als stadsnar. Hij werd in rood-witte stadskledij gehuld die voorzien was van een afbeelding van Sint-Maarten. 
In een lantaarnconsole aan de Lichte Gaard is Pierken de Stadsgek uitgebeeld. De tekst in de console luidt: zoet als honing is vlijerij, de waarheid vaak een naar getij, soms vervaarlijk behalve voor mij, Pierken de stadsgeck. MDXXIII